# Acer rubrum
Acer rubrum és una espècie de planta amb flors del gènere Acer dins la família de les sapindàcies (Sapindaceae). És un arbre natiu de l'est del Canadà i dels Estats Units, on és un dels arbres més comuns, que s'utilitza com a ornamental per la seva ombra i pel color vermell que prenen les seves fulles a la tardor.
S'adapta a diversos hàbitats, tolera diferents tipus de sòls i pot créixer en condicions d'humitat dispars, des de zones força seques fins a zones pantanoses. És oficialment l'arbre de l'estat de Rhode Island.

## Descripció
És un arbre caducifoli d'una altura d'entre 12 i 21 metres, tot i que pot arribar a atènyer uns 30 metres. Les seves fulles són palmades, amb un nombre de lòbuls que va de tres a cinc, dentades i de disposició oposada. Les fulles esdevenen vermelles a la tardor. Les flors són petites, vermelles i agrupades en inflorescències, poden ser masculines o femenines, que se situen en branques diferents, tot i que hi pot haver individus d'un sol sexe. El fruit és una sàmara, que esdevé vermella a la maturitat.

## Taxonomia
Aquesta espècie va ser publicada per primer cop l'any 1753 a l'obra Species Plantarum de Carl von Linné (1707-1778).

### Sinònims
Els següents noms científics són sinònims d'Acer rubrum:
- Sinònims homotípics

- Acer rubrum var. eurubrum Pax
- Acer rubrum subsp. normale Wesm.
- Rufacer rubrum (L.) Small

- Sinònims heterotípics

- Acer carolinianum Walter
- Acer coccineum F.Michx.
- Acer drummondii Hook. & Arn. ex Nutt.
- Acer fulgens Dippel
- Acer glaucum Marshall
- Acer hypoleucum K.Koch
- Acer microphyllum Pax
- Acer rubrum f. breviramusculum Vict.
- Acer rubrum subsp. carolinianum (Walter) W.Stone
- Acer rubrum f. clausum (Pax) Schwer.
- Acer rubrum var. clausum Pax
- Acer rubrum var. coccineum Aiton
- Acer rubrum var. columnare Rehder
- Acer rubrum f. columnare (Rehder) Schwer.
- Acer rubrum var. drummondii (Hook. & Arn. ex Nutt.) Sarg.
- Acer rubrum f. drummondii (Hook. & Arn. ex Nutt.) Schwer.
- Acer rubrum subsp. drummondii (Hook. & Arn. ex Nutt.) A.E.Murray
- Acer rubrum f. globosum (Rehder) C.K.Schneid.
- Acer rubrum var. globosum Rehder
- Acer rubrum var. intermedium Lodd. ex Loudon
- Acer rubrum var. latifolium Schwer.
- Acer rubrum subsp. microphyllum Wesm.
- Acer rubrum f. microphyllum (Wesm.) Schwer.
- Acer rubrum f. pallidiflorum (K.Koch ex Pax) Fernald
- Acer rubrum var. pallidiflorum K.Koch ex Pax
- Acer rubrum var. pallidum Aiton
- Acer rubrum f. palmatum Schwer.
- Acer rubrum f. pendulum (Van Houtte) Schwer.
- Acer rubrum var. pendulum Lavallée
- Acer rubrum f. rotundata Sarg.
- Acer rubrum var. rubrocarpum Detmers
- Acer rubrum var. sanguineum (Spach) Pax
- Acer rubrum f. sanguineum (Spach) Lavallée
- Acer rubrum f. schlesingeri Sarg. ex Schwer.
- Acer rubrum subsp. semiorbiculatum (Pax) Wesm.
- Acer rubrum f. semiorbiculatum (Pax) Schwer.
- Acer rubrum var. stenocarpum Ashe
- Acer rubrum subsp. tomentosum (Du Tour) Pax
- Acer rubrum var. tomentosum (Du Tour) Tausch
- Acer rubrum f. tomentosum (Du Tour) Voss
- Acer rubrum var. tridens Alph.Wood
- Acer rubrum f. tridens (Alph.Wood) B.Boivin
- Acer rubrum var. trilobum Torr. & A.Gray ex K.Koch
- Acer rubrum var. virginianum Tausch
- Acer rubrum f. viride (Detmers) A.E.Murray
- Acer rubrum var. viride Detmers
- Acer rubrum f. wagneri K.Koch
- Acer sanguineum Spach
- Acer semiorbiculatum Pax
- Acer splendens Dippel
- Acer stenocarpum Britton
- Acer tomentosum Du Tour
- Acer wagneri Wesm.
- Rufacer carolinianum (Walter) Small
- Rufacer drummondii (Hook. & Arn. ex Nutt.) Small